# Russische Verre Oosten
Het Russische Verre Oosten (RVO) (Russisch: Дальний Восток России; Dalni Vostok Rossii; of ДВР; DVR) is een informele term voor het oostelijkste gedeelte van Rusland, dat het noordelijke gedeelte vormt van het Verre Oosten, een verouderde, eurocentrische aanduiding voor Oost-Azië. De term Dalni Vostok (Дальний Восток), dat letterlijk 'Verre Oosten' betekent in het Russisch, wordt in Rusland alleen gebruikt voor het aanduiden van het Russische Verre Oosten, en niet voor Oost-Azië in het algemeen.

## Omvang en geschiedenis
Het Russische Verre Oosten had tot 2000 geen officieel vastgestelde grenzen. De gebieden achter de bergen van de Oeral werden vaak Siberië en het Verre Oosten (Сибирь и Дальний Восток) genoemd, zonder een echt onderscheid tussen wat dan 'Siberië' was en wat 'Verre Oosten'. Het RVO wordt ook vaak beschouwd als onderdeel van Siberië, maar wordt in de Russische historie vaak aangeduid als apart gebied.
In de eerste helft van de 20e eeuw werden achtereenvolgens een aantal bestuurlijke eenheden aangeduid als 'Verre Oosten', elk met verschillende grenzen:
- 1920 - 1922: Verre-Oostelijke Republiek (omvatte globaal Transbaikal en de oblasten Amoer, Primorje, Sachalin en Kamtsjatka)
- 1922 - 1926: oblast Verre Oosten (omvatte Pribaikal en de goebernija's van Amoer, Primorje, Sachalin en Kamtsjatska)
- 1926 - 1938: kraj Verre Oosten (omvatte de huidige kraj Primorje en kraj Chabarovsk)
- 1938 - 2000: Geen deelgebied met deze naam; begrip 'Verre Oosten' werd erg losjes gebruikt. Het gebied werd in de Sovjettijd ook wel aangeduid als het Sovjet Verre Oosten.
- 2000 - nu: federaal district Verre Oosten: overkoepelende bestuurslaag boven de deelgebieden (omvat de autonome republiek Jakoetië, het autonome district Tsjoekotka, de oblasten Amoer, Magadan, Sachalin, de Joodse Autonome Oblast en de krajs Chabarovsk, Kamtsjatka en Primorje. Sindsdien wordt de term 'Russische Verre Oosten' in het dagelijks spraakgebruik in Rusland steeds vaker gebruikt als men het over het district heeft, al blijft de oude lossere benaming ook nog steeds in gebruik.

Geografen definiëren het RVO vaak als de gebieden die worden beïnvloed door het Moessonklimaat en de Grote Oceaan, waardoor alle bovenstaande gebieden, behalve Jakoetië worden meegenomen. Andere geografen nemen echter ook Jakoetië op in hun definitie van het Russische Verre Oosten vanwege haar economische banden met de Pacific Rim (volgens de NGO Interregional Association of Credit Unions of the Far East and Zabaikalje (IACUFEZ) vallen zelfs Boerjatië en de oblast Tsjita onder het RVO).

## Geografie
Het RVO beslaat 36,4% van Rusland (ongeveer even groot als India en Argentinië gezamenlijk) en grenst op federaal districtsniveau alleen aan het Federaal District Siberië. Het RVO heeft verder landgrenzen met China in het zuiden en een kleine strip met Noord-Korea in het zuidoosten en zeegrenzen met de Verenigde Staten (Alaska) en Japan.

### Eilanden(groepen)
De volgende eilanden(groepen) maken deel uit van het RVO (van noordwest naar zuidoost):
- Nieuw-Siberische Eilanden
- Bereneilanden
- Ajon
- Wrangel-eiland en Herald-eiland
- Ratmanov (Diomedeseilanden)
- Karaginski-eiland
- Komandorski-eilanden
- Koerilen
- Sachalin met de eilanden Moneron (zuidwesten), Tjoeleni (zuidoosten)
- Zee van Ochotsk:
  - Dobrzjanskogo (noorden van Penzjinabaai)
  - Treti met nog 2 kleinere eilanden (midden van Penzjinabaai)
  - Konoes, Zoebtsjaty en Rovny (zuidwesten van Penzjinabaai)
  - Telan (ten zuiden van het schiereiland Tajgonos)
  - een aantal eilanden ten westen van het schiereiland Pjagina
  - een aantal eilanden aan de rand van de Nagajevabaai
  - Ptitsji (ten westen van het schiereiland Kamtsjatka)
  - Sjantar-eilanden
  - Rejneke (ten oosten van de Sjantar-eilanden)
- Lisi (in de Nachodkabaai)
- Poetjatina en Askolid
- Roesski en omliggende eilanden
- Sibirjakov, Ptitsji en een aantal eilanden eromheen
- een eiland ten zuidwesten van Chasan

### Zeeën en meren
Het RVO grenst aan de volgende wateren:
- Noordelijke IJszee (Laptevzee en Oost-Siberische Zee) in het noorden
- Tsjoektsjenzee, Beringstraat en Golf van Anadyr in het noordoosten
- Beringzee en Grote Oceaan in het oosten
- Japanse Zee in het zuidoosten

De Zee van Ochotsk ligt tussen het vasteland van het RVO, het schiereiland Kamtsjatka, het eiland Sachalin en de Koerilen.
Het grootste meren zijn het Chankameer (kraj Primorje) en het Stuwmeer van Zeja (10e qua grootte wereldwijd).

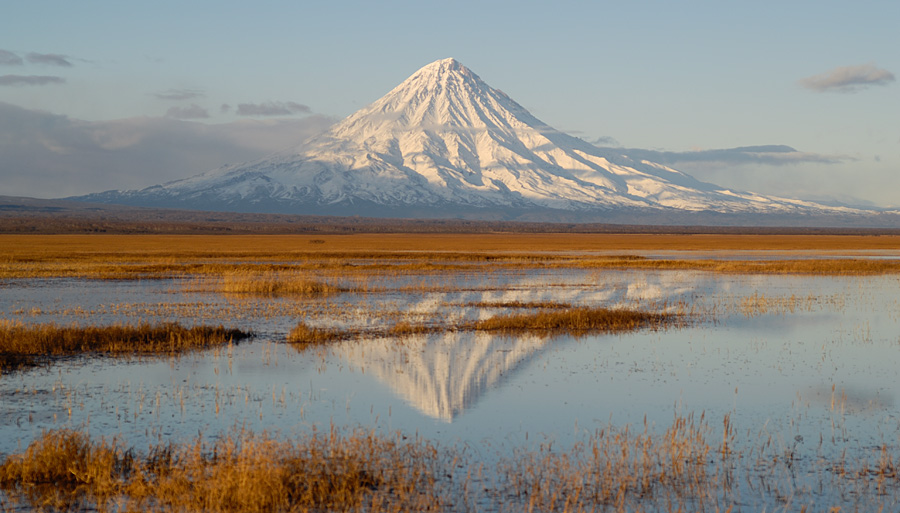
De Kronotskivulkaan, hier in 1985, is onderdeel van de Pacifische Ring van Vuur en heeft een perfecte kegelvormige structuur en wordt daarom beschouwd als een van de mooiste vulkanen van Kamtsjatka

### Reliëf, rivieren en klimaat
Het RVO wordt in het westen van Jakoetië gekenmerkt door het heuvelachtige Midden-Siberisch Bergland. De rest van het RVO is afgezien van het Laagland van Kolyma in noordoostelijk Jakoetië overwegend bergachtig. De belangrijkste gebergten zijn het Jablonovygebergte (zuidwesten), het Stanovojgebergte (zuiden), Sichote-Alin (kraj Primorje), Dzjoegzjoergebergte (ten westen van de Zee van Ochotsk), Verchojanskgebergte (Centraal-Jakoetië), Tsjerskigebergte (oostelijk Jakoetië) en het Centraal Gebergte (Kamtsjatka). De hoogste bergpiek is de vulkaan Kljoetsjevskaja Sopka met 4.750 meter op Kamtsjatka, waar zich ook de grootste geiservallei van Eurazië bevindt.
Het gebied wordt bedekt door Arctische toendra in het noorden en taigabossen in het centrale gedeelte. Ongeveer 75% is bedekt met permafrost. In het zuiden liggen de vruchtbare riviervlaktes van de Amoer en de Oessoeri. Andere belangrijke rivieren zijn de Olenjok, Lena, Jana, Indigirka en Kolyma in het noorden en de Anadyr en Kamtsjatka in het oosten.
Het klimaat varieert van poolklimaat tot subtropisch met temperaturen die variëren van ongeveer −50 °C in de winter in noordoostelijk Jakoetië (wereldkouderecord noordelijk halfrond: −71,2 °C in 1926 in Ojmjakon) tot 40 °C in de zomer in de zuidelijke riviervalleien van de Amoer en Oessoeri.

## Economie
De geïsoleerdheid van het gebied drukt zijn stempel op de economie. Minder dan 7% van het bnp (2002) van Rusland wordt gerealiseerd in het district. Ook transportverbindingen zijn er dun gezaaid. De regio heeft in toenemende mate te maken met Chinese migranten en met investeringen door Chinese bedrijven in de regio. De vraag naar natuurlijke hulpbronnen zorgt onder andere voor een positieve impuls voor het gebied. Veel steden in het zuiden hebben handelsbetrekkingen met de Chinezen.
Het gebied is rijk aan natuurlijke hulpbronnen als gas, olie, zink, lood en diamant.
Grote economische sectoren vormen de visvangst (grootste van Rusland), energieproductie (olie en gas bij het eiland Sachalin, vooral door Shell) en houtproductie en -verwerking.
Andere sectoren zijn de machinebouw (onder andere scheepsbouw) en de staalindustrie.

## Bevolking
De bevolking is sterk geürbaniseerd (meer dan 75%), die vooral in het zuiden is geconcentreerd. De rest van het gebied is zeer dunbevolkt (minder dan 1 persoon per km²) De Russische bevolking loopt sinds het uiteenvallen van de Sovjet-Unie snel terug (14% in de laatste 15 jaar), terwijl vanuit het Zuiden veel immigratie van Chinezen plaatsvindt. Verwacht wordt dat het aantal Chinezen dat de komende 50 jaar naar deze gebieden trekt 8 tot 10 miljoen zal bedragen, gelet op de groei van de bevolking in China. Voor het Russische Verre Oosten betekent dit in elk geval dat het grote vertrekoverschot wordt gecompenseerd. De Russische overheid heeft al een tijdlang plannen om herbevolkingsprogramma's op te zetten en probeert vooral de Russische bevolking in het nabijgelegen Siberië te bewegen om naar het gebied te migreren, om de verwachte bevolkingsval te voorkomen.
De grootste steden in het gebied zijn (bevolkingscijfers: volkstellingen van 1989 en 2002:
| Stad                      | Russisch                 | Inwoners | Inwoners | Inwoners    | Deelgebied        |
| Stad                      | Russisch                 | 1989     | 2002     | Verandering | Deelgebied        |
| ------------------------- | ------------------------ | -------- | -------- | ----------- | ----------------- |
| Vladivostok               | Владивосток              | 633.800  | 594.701  | −6,2%       | kraj Primorje     |
| Chabarovsk                | Хабаровск                | 600.600  | 583.072  | −2,9%       | kraj Chabarovsk   |
| Komsomolsk aan de Amoer   | Комсомольск-на-Амуре     | 315.300  | 281.035  | −10,9%      | kraj Chabarovsk   |
| Blagovesjtsjensk          | Благовещенск             | 205.500  | 219.221  | +6,7%       | oblast Amoer      |
| Jakoetsk                  | Якутск                   | 186.600  | 210.642  | +12,9%      | Jakoetië          |
| Petropavlovsk-Kamtsjatski | Петропавловск-Камчатский | 268.700  | 198.028  | −26,3%      | oblast Kamtsjatka |
| Joezjno-Sachalinsk        | Южно-Сахалинск           | 159.300  | 175.085  | +9,9%       | oblast Sachalin   |
| Oessoeriejsk              | Уссурийск                | 158.000  | 157.759  | 0%          | kraj Primorje     |
| Nachodka                  | Находка                  | 160.000  | 148.826  | −7,0%       | kraj Primorje     |
| Magadan                   | Магадан                  | 151.600  | 99.399   | −34,4%      | oblast Magadan    |

### Inheemse volkeren

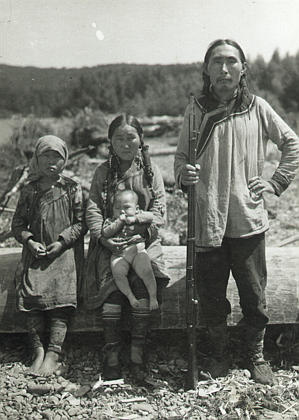
Oedegeïsche familie begin 20e eeuw

Hieronder staan de volken die van origine voorkomen in het RVO gerangschikt op taalgroep:
- Turks: Jakoeten (Jakoetië)
- Eskimo-Aleoetisch: Ungangan (Aleoeten), Inuit: Siberische Joepik (Yupik, Yuit, Yupikhyt of Yuhyt)
- Tsjoektsjo-Kamtsjadaals: Aljoetoren, Kereken, Korjaken, Itelmenen en Tsjoektsjen
- Toengoezisch: Evenen, Evenken, Nanai, Oedegeïers, Oeltsjen, Orotsjen, Oroken
- Isolaten: Ainu's, Joekagieren, Nivchen